# 日本女子体育短期大学
日本女子体育短期大学（日语：／ Nihon Joshi Taiiku Tanki Daigaku *），简称日女体短，是过去一所位于日本东京都世田谷区的私立短期大学。

## 概要

### 简介
- 学校最早可以追溯到1922年[1]。短期大学为于1950年开办、由学校法人二阶堂学园经营。招生到1998年[1]、停办于2000年[2]。

### 历史
- 1950年 日本女子体育短期大学成立并同时设置体育科和保育科[1]。
- 1967年 体育科分离为体育专攻和舞蹈专攻[1]。
- 1998年 短期大学招生最后[2]。
- 2000年 今年7月28日正式停办[2]。

## 学校环境
- 校区：在了东京都世田谷区

## 组织

### 学科
- 体育科
  - 体育专攻
  - 舞蹈专攻
- 保育科

### 专科
| - 没有 |

### 业余课程
| - 没有 |

## 知名校友
- 仓泽淳美：女演员
- 生田智子：女演员
- 水泽昭：女演员和歌手
- 永井真理子：音乐家和歌手
- 服部良子：音乐剧女演员

## 相关链接
- 日本短期大学列表
- 日本女子体育大学：后来校